# 6. veljače
6. veljače (6. 2.) 37. je dan godine po gregorijanskom kalendaru.
Do kraja godine ima još 328 dana (329 u prijestupnoj godini).

## Događaji
- 1598. – Sveti Pavao Miki zajedno s dvojicom subraće raspet na križ u Nagasakiju
- 1799. – Francisco Goya pušta u prodaju prvo izdanje veličanstvenih gravura poznatih kao Los caprichos.
- 1819. – Sir Thomas Stamford Raffles utemeljio je Singapur, novo trgovačko uporište za Britansku istočnoindijsku kompaniju
- 1891. – Zloglasna braća Dalton prvi put uspješno opljačkala vlak
- 1918. – žene dobile pravo glasa u Velikoj Britaniji
- 1922. – Francuska, Italija, Japan, SAD i Ujedinjeno Kraljevstvo potpisale Washingtonski pomorski sporazum radi ograničenja pomorskog naoružavanja
- 1935. – u prodaju puštena igra Monopoly
- 1936. – Otvorene IV. Zimske olimpijske igre u Garmisch-Partenkirchenu (Njemačka).
- 1945. – Partizani ušli u Široki Brijeg, okrutno pogubili 12 franjevaca i potpuno uništili franjevački samostan.
- 1945. – Osnovan Međunarodni sud u Haagu.
- 1958. – Igrači  Manchester Uniteda stradali u avionskoj nesreći u Münchenu.
- 1959. – Jack Kilby je prijavio patent za prvi integrirani krug
- 1968. – Otvorene X. Zimske olimpijske igre u Grenoblu (Francuska).
- 1971. – Član posade Apolla 14, Alan Shepard, zaigrao golf na Mjesecu
- 1992. – Velikosrbi poduzeli pješački napad na Novu Gradišku.
- 1996. – U Atlantski ocean se srušio turski čarter Boeing 757 nakon polijetanja iz Dominikanske Republike. Poginulo je svih 189 putnika, većinom njemačkih turista.

| - 1461. – Džore Držić, hrvatski pjesnik († 1501.) - 1664. – Mustafa II., turski sultan († 1703.) - 1665. – Ana, britanska kraljica (* 1714.) - 1778. – Ugo Foscolo, talijanski književnik († 1827.) - 1785. – Brno Kabužić, plemić Dubrovačke Republike i austrijski general († 1855.) - 1800. – Achille Devéria, francuski umjetnik († 1857.) - 1834. – Ema Pukšec, hrvatska sopranistica († 1889.) - 1892. – William Parry Murphy, američki liječnik i nobelovac († 1987.) - 1895. – Babe Ruth, američki igrač baseballa († 1948.) - 1897. – Alberto Cavalcanti, brazilski filmski redatelj († 1982.) - 1899. – Ramon Novarro, meksički glumac († 1968.) - 1905. – Władysław Gomułka, poljski komunistički vođa († 1982.) - 1908. – Amintore Fanfani, talijanski političar († 1999.) - 1911. – Ronald Reagan, američki predsjednik († 2004.) - 1913. – Vladimir Turina, hrvatski arhitekt († 1968.) - 1917. – Zsa Zsa Gabor, mađarska glumica - 1920. – Nikša Allegretti, hrvatski fiziolog i imunolog († 1982.) - 1942. – Gabriel Brnčić Isaza, čileanski skladatelj hrvatskoga podrijetla - 1945. – Bob Marley, reggae glazbenik († 1981.) - 1947. – Zvonko Maković, hrvatski povjesničar umjetnosti, pjesnik, esejist. - 1956. – Mirela Brekalo, hrvatska glumica - 1962. – Axl Rose, američki pjevač - 1964. – Andrej Zvjagincev, ruski filmski redatelj - 1979. – Ivan Bošnjak, hrvatski nogometaš - 1999. – Albina Grčić, hrvatska pjevačica | - 743. – Hisham ibn Abd al-Malik, omejidski kalif (* 691.) - 893. – Focije I., carigradski patrijarh (* o. 820.) - 1411. – Ezav de' Buondelmonti, grčki plemić - 1515. – Aldo Manuzio, talijanski tiskar (* 1449./1450.) - 1597. – Franjo Petrić (Petric, Petričević), filozof, polihistor, grecist i latinist (* 1529.) - 1685. – Karlo II., engleski kralj (* 1630.) - 1695. – Ahmed II., osmanski sultan (* 1643.) - 1740. – Klement XII., papa (* 1652.) - 1793. – Carlo Goldoni, talijanski komediograf i reformator komedije (* 1707.) - 1804. – Joseph Priestley, engleski znanstvenik i filozof (* 1733.) - 1894. – Maria Deraismes, francuska spisateljica (* 1828.) - 1899. – Leo von Caprivi, njemački političar i general (* 1831.) - 1916. – Rubén Darío, nikaragvanski pjesnik (* 1867.) - 1918. – Gustav Klimt, austrijski slikar (* 1862.) - 1923. – Edward Emerson Barnard, američki astronom (* 1857.) - 1952. – Đuro VI., engleski kralj (* 1895.) - 1956. – Fran Bubanović, hrvatski kemičar (* 1883.) - 1982. – Ben Nicholson, britanski slikar i kipar (* 1894.) - 1988. – Zvonimir Rogoz, hrvatski glumac i redatelj (* 1887.) - 1989. – Barbara W. Tuchman, američka povjesničarka (* 1912.) - 1991. – Salvador E. Luria, američki mikrobiolog talijanskog podrijetla (* 1912.) - 1994. – Joseph Cotten, američki glumac (* 1905.) - 1998. – Falco, austrijski glazbenik (* 1957.) - 2004. – Humphry Osmond, britanski psihijatar (* 1917.) - 2011. – Gary Moore, britanski pjevač (* 1952.) - 2022. – Lata Mangeshkar, indijska pjevačica (* 1929.) |

## Blagdani i spomendani
- Blagdan Sv. Križića na Hvaru
- Waitangi Day – dan državnosti u Novom Zelandu
- Pavao Miki, Ivan Soan Goto i Jakov Kisai
- Dorotea Cezarejska
- Međunarodni dan života

## Imendani
- Dorotea
- Dora
- Dorica